# Sellou
Sellou (Marokkaans-Arabisch: سلّو səllu), ook wel slilou of sfouf genoemd, is een zoet nagerecht uit de Marokkaanse keuken. 
Sellou is een soort zanderige 'kruimelcake', wat speciaal wordt geserveerd bij feestdagen, zoals bruiloften en geboorten. Ook wordt het tijdens de ramadan gemaakt, omdat het helpt om overdag te vasten.
De basis is een mengsel van geroosterd meel vermengd met boter, honing, amandelen, sesamzaad en mogelijk andere noten en kruiden. 